# Ганс Луннінг
Ганс Луннінг (дан. Hans Lunding, 25 лютого 1899 — 5 квітня 1984) — данський вершник.
Бронзовий призер Олімпійських Ігор 1936 року в індивідуальному триборстві.